# Nematorhynchidae
Nematorhynchidae är en familj av plattmaskar. Nematorhynchidae ingår i ordningen Kalyptorhynchia, klassen Rhabdocoela, fylumet plattmaskar och riket djur.